# Доња
Доња (итал. Dogna) је насеље у Италији у округу Удине, региону Фурланија-Јулијска крајина.
Према процени из 2011. у насељу је живело 100 становника. Насеље се налази на надморској висини од 440 м.

## Становништво
| 1931. | 1936. | 1951. | 1961. | 1971. | 1981. | 1991. | 2001. | 2011. |
| ----- | ----- | ----- | ----- | ----- | ----- | ----- | ----- | ----- |
| 1.219 | 1.044 | 987   | 764   | 474   | 390   | 299   | 259   | 192   |